# NGC 7777
NGC 7777 (również PGC 72744 lub UGC 12829) – galaktyka soczewkowata (S0), znajdująca się w gwiazdozbiorze Pegaza. Odkrył ją Édouard Jean-Marie Stephan 25 października 1876 roku.